# Pierre-Antoine Dupont de l'Étang

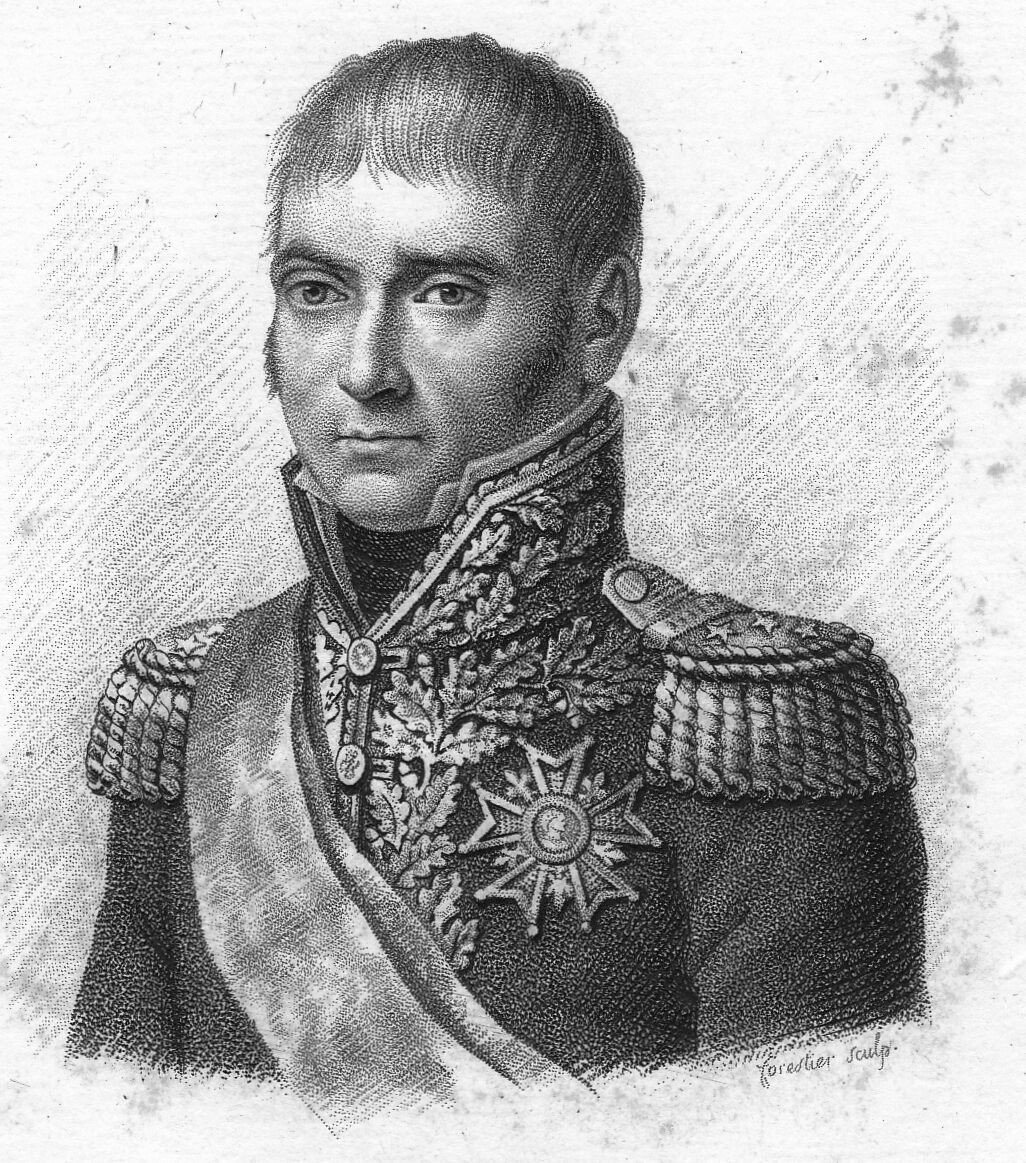
Pierre Dupont de l'Étang.

Pierre-Antoine Dupont de l'Étang, 1e graaf Dupont de l'Étang  (4 juli 1765 - 9 maart 1840) was een Frans generaal tijdens de napoleontische oorlogen en politicus tijdens de Bourbon-restauratie.

## Leven

### Revolutionare oorlogen
Pierre-Antoine werd geboren in 1765 in Chabanais (Charente). Hij nam dienst in het Franse leger tijdens de Franse revolutionaire oorlogen en was gelegerd in de Nederlanden. In 1791 diende hij in de generale staf van het Armée du Nord onder generaal Theobald Dillon.
Hij onderscheidde zichzelf in de Slag bij Valmy, en bij de gevechten rond Menen in de campagne van 1793, dwong hij een Zuid-Nederlands-Oostenrijks regiment tot overgave. Als beloning werd hij gepromoveerd tot brigadegeneraal, en werd vervolgens opgemerkt door generaal Carnot. In 1797 werd hij divisiegeneraal.
De opkomst van Napoleon Bonaparte, die hij gesteund had tijdens de staatsgreep van 18 Brumaire, bracht hem verdere carrièremogelijkheden tijdens het Consulaat en Empire. In de campagne van 1800 was hij chef-staf van generaal Louis Alexandre Berthier, wiens leger de Slag bij Marengo won. Na de veldslag won hij nabij Pozzolo een gevecht tegen een grote overmacht.

### Napoleontische oorlogen
Tijdens de Derde Coalitieoorlog, als leider van een van Michel Ney's divisies, onderscheidde Dupont zich verder, in het bijzonder tijdens de Slag bij Haslach-Jungingen toen hij de ontsnapping van de Oostenrijkers naar Ulm voorkwam. Hij vocht ook in de Slag bij Friedland.
Tijdens de Iberische Oorlog de bezetting van Madrid in 1808 werd hij verheven tot comte de l'Empire (graaf) en naar Andalusië gezonden. Tijdens de Slag bij Bailén leed hij een grote nederlaag. Mede door deze nederlaag werd Napoleon gedwongen in te grijpen met zijn Grande Armée in Spanje.

### Ongenade en Bourbon-restauratie
Dupont viel in ongenade bij de keizer, ook al waren zijn soldaten grotendeels opgeroepen mannen, en dus geen beroepssoldaten. Na zijn terugkeer in Frankrijk kwam hij voor een rechtbank en werd hij, ondanks zijn rank en titel, opgesloten in het Fort van Joux van 1812 tot 1814.
Tijdens de oorspronkelijke Restauratie werd hij vrijgelaten en kreeg hij van Lodewijk XVIII het bevel over een militair commando, dat hij weer verloor tijdens de Honderd Dagen. Bij de Tweede Restauratie diende hij weer in het leger en werd hij lid van de conseil privé onder Lodewijk XVIII. Tussen april en december 1814 was hij minister van Oorlog, maar door zijn reactionaire politiek werd hij ontslagen. Van 1815 tot 1830 bekleedde hij nog een bestuurlijke functie in de Charente.
Hij leefde teruggetrokken van 1832 tot aan zijn dood in 1840.

## Publicaties

### Militaire verhandelingen
- Opinion sur le nouveau mode de recrutement (1818)
- Lettres sur l'Espagne en 1808 (1823)
- Lettre sur la campagne d'Autriche (1826)

### Andere
- Gedichten, inclusief L'Art de la guerre, poème en dix chants (1838), en vertalingen uit Horatius en Homerus (1836).
- Bij zijn overlijden stond hij op het punt zijn memoires te publiceren.

- Biblioteca Nacional de España: XX1696609
- Bibliothèque nationale de France: cb13252368w (data)
- Gemeinsame Normdatei: 123685346
- International Standard Name Identifier: 0000 0001 1437 5557
- Library of Congress Control Number: n2003037004
- Base Léonore: C/0/56
- Istituto Centrale per il Catalogo Unico: PARV566458
- SNAC: w6pc3f0b
- Système universitaire de documentation: 089785673
- Virtual International Authority File: 9220051
- WorldCat: E39PBJrRcqBCb6pYYjRfcHcF8C